# Mónica Jiménez
Mónica Eliana Jiménez de la Jara (Santiago del Cile, 25 dicembre 1940 – Santiago del Cile, 25 agosto 2020) è stata una diplomatica e politica cilena.

## Biografia
Studiò alla Pontificia università cattolica del Cile e negli USA, all'Università Cattolica d'America. Intrapresa la carriera accademica, arrivò a diventare rettrice dell'Università Cattolica di Temuco.
Fu Ministra dell'Educazione nel primo governo di Michelle Bachelet. Dal 2014 al 2016 fu ambasciatrice cilena presso la Santa Sede.
Vedova dal 2002, morì nel 2020, lasciando cinque figli.